# Pravilo 50 potez
Pravilo 50 potez je pri šahovski igri zelo redek primer remija. Zgodi se v primeru, da se v pedesetih narejenih potezah ne premakne noben kmet in noben od igralcev ne izgubi nobene figure. To se res zgodi zelo redko.